# Schouwen (ancienne île)
Schouwen est une ancienne île qui a été rattachée à Duiveland (en) et fait maintenant partie de la municipalité néerlandaise Schouwen-Duiveland.

## Histoire
Avant l'ère chrétienne cet endroit plat était un grand marais souvent inondé par la mer. Plus tard de l'argile s'est déposée, ce qui a créé cette île entre le Schouwemarediep (un ancien bras du delta) et l'Escaut oriental ; le Gouwe la séparait des îles Bommenede, Dreischor et Duiveland. Après l'inondation de 1134 une digue a été construite autour de Schouwen.
En 1374, la partie nord de la Gouwe a été fermée par deux barrages, ce qui a formé Noordgouwe. En 1401 le Mare Sonne a été construit entre Bommenede et Dreischor, puis il s'est vite ensablé.
Sur Schouwen se trouvent les villages Renesse, Brijdorpe, Haamstede (Slot Haamstede à partir de 1150), Burgh (créé à partir d'une fortification), Coudekerque, et le port de la ville de Zierikzee qui appartenait à l'origine à l'Abbaye Saint-Bavon de Gand de Gand. Vers 1285 Brouwershaven a été créé, et en 1403 a obtenu droit de cité.
En 1530, les digues du polder, très fertile, de Saint-Jérôme à Noordgouwe (Sint-Jeroenspolder) se brisent et la zone est inondée.
En 1610 une digue a finalement été construite entre Schouwen et Duiveland qui sont ainsi réunis en une seule île.